# Marcial Taboada de la Riva
Marcial Taboada y de la Riva (Orense, 25 de marzo de 1837-Pinto, 23 de abril de 1913) fue un médico y político español, especializado en hidrología.

## Trayectoria
Nacido el 25 de marzo de 1837 en Orense, estudió Humanidades en Carballiño. Después cursó la carrera de Medicina en la Universidad de Santiago de Compostela, doctorándose en 1857 en la Universidad Central de Madrid.
Ingresó por oposición en el Cuerpo de Sanidad de la Armada. Durante dos años fue médico titular de Sonseca, labor que compaginó con el cargo de subdelegado del partido judicial de Orgaz.En 1859 renunció al Cuerpo de Sanidad de la Armada.
Se especializó en hidroterapia y en 1859 fue nombrado por oposición médico director de Baños y Aguas Minerales. Dirigió establecimientos de aguas termales y casa de baños, como el balneario de Arenosillo, en Córdoba, el de Fuensanta de Buyeres de Nava, en Oviedo, el de Chiclana, Trillo, Marchena o Panticosa.
Durante treinta años, fue inspector general de Sanidad. Además, presidió la Sociedad Española de Hidrología Médica y fue vicepresidente del Consejo de Sanidad y del Consejo Superior de Protección a la Infancia.
Militó en el Partido Liberal y representó a Galicia en el Congreso en cuatro legislaturas. Entre 1893 y 1896, fue diputado por Carballiño, de 1897-1898 senador por la provincia de Orense, y en 1898 y 1899 fue de nuevo diputado por Carballiño, para volver a ser senador en 1901 y 1902,  por la provincia de Lugo. También fue senador de la Real Academia de Medicina en 1903 y 1904, convirtiéndose en senador vitalicio a partir de 1905.
Presidió la comisión a cargo del Anuario Oficial de las Aguas Minerales de España. También fue miembro de la Sociedad de Ciencias Médicas de Lisboa y de la Sociedad Francesa de Higiene, entre otras instituciones, pronunció conferencias sobre Hidrología y participó en revistas especializadas.
Falleció el 23 de abril de 1913 en Pinto, siendo enterrado en el cementerio de la Almudena de Madrid.

## Reconocimientos
Fue nombrado hijo adoptivo de Sonseca por su labor como médico titular en esa localidad. Recibió la Cruz de Epidemias por su lucha contra el cólera en Toledo y Asturias.

## Obras
- La invasión colérica
- El histerismo
- Tratado de hidrología